# To Kill a Tiger
To Kill a Tiger is een Canadese documentaire uit 2022 geregisseerd door Nisha Pahuja. De film draait om een gezin in Jharkhand in India, die campagne voeren voor gerechtigheid nadat hun tienerdochter op brute wijze is verkracht. 

## Release en ontvangst
De film ging op 10 september 2022 in première op het Internationaal filmfestival van Toronto. De film kreeg overwegend positieve kritieken van de filmcritici, met een score van 100% op Rotten Tomatoes, gebaseerd op 16 beoordelingen. In 2024 ontving hij een Oscarnominatie voor beste documentaire.

## Prijzen en nominaties
De belangrijkste:
| Jaar | Prijs                 | Categorie                                   | Genomineerde(n)          | Uitslag     |
| ---- | --------------------- | ------------------------------------------- | ------------------------ | ----------- |
| 2024 | Academy Awards        | Beste documentaire                          | Beste documentaire       | Genomineerd |
| 2023 | Canadian Screen Award | Beste documentaire                          | Beste documentaire       | Gewonnen    |
| 2023 | Canadian Screen Award | Beste montage van een documentaire          | Dave Kazala en Mike Munn | Gewonnen    |
| 2023 | Canadian Screen Award | Beste originele muziek van een documentaire | Jonathan Goldsmith       | Gewonnen    |